# Conferencia de las Naciones Unidas sobre el Cambio Climático de 2007
La Conferencia de las Naciones Unidas sobre el Cambio Climático de Bali, que tuvo lugar en Bali (Indonesia) del 3 al 15 de diciembre de 2007 fue la XIII Conferencia Internacional sobre Cambio Climático de la ONU, reunión anual de la Convención Marco de las Naciones Unidas sobre el Cambio Climático (CMNUCC). 10 000 participantes, incluidos representantes de 180 países. La adopción de la "Hoja de ruta de Bali" inició negociaciones sobre un acuerdo global sobre el cambio climático y detalló un calendario para esas negociaciones con la promesa de una conclusión en 2009 con la Conferencia de Copenhague.

## Logros de la conferencia
Los países presentes, incluyendo los Estados Unidos, han acordado en una "hoja de ruta", el programa de trabajo para preparar la conferencia de Copenhague, o sea para llegar a un acuerdo sobre los compromisos asumidos por los países para el período posterior a 2012 (fin del Protocolo de Kioto).
Esta hoja de ruta establece un consenso sobre la necesidad de llevar a cabo debates y acuerdos hasta 2009 para fijar nuevos objetivos que se aplicaran después de 2012. 
La hoja de ruta también se refiere a los compromisos diferentes entre los países desarrollados y los países en desarrollo. Los primeros asumen compromisos de reducción de emisiones, cuando los últimos se comprometen a adoptar en el futuro medidas concretas para reducir sus emisiones, pero no hay límite máximo de cuestión.
No hay ninguna meta numérica en el texto oficial de la conferencia, pero se refiere explícitamente al cuarto Informe del IPCC, anunciando que es necesario reducir las emisiones globales en al menos un 50% en 2050.